# Turistická značená trasa 7453
 Turistická značená trasa 7453 je 7 km dlouhá okružní žlutě značená trasa Klubu českých turistů v okrese Ústí nad Orlicí tvořící okruh v Červené Vodě a jejím bezprostředním okolí. Část trasy vede územím přírodního parku Jeřáb.

## Průběh trasy
Turistická trasa 7453 má svůj počátek u vlakového nádraží v Červené Vodě na rozcestí s modře značenou trasou 1855 propojující Orlické hory s Hanušovickou vrchovinou. Trasa 7453 s ní vede v souběhu do místní části Červené Vody Šanova. Na jeho návsi souběh opouští, mění směr z východního na přibližně jižní a posléze jihovýchodní a pastvinami stoupá k rybníku do sedla mezi vrcholy Luzný a Křížová hora. Zde mění svůj směr na jihozápadní a stoupá na vrchol Křížové hory ke stejnojmenné rozhledně, kde se nachází rozcestí s výchozí zeleně značenou trasou 4447 do Moravského Karlova. Odtud klesá západním směrem pěšinami nejprve lesem a pak loukami k železniční zastávce Červená Voda Pod rozhlednou, přechází železniční trať Lichkov - Štíty a vstupuje do zástavby Červené Vody. Přes centrum obce se ulicemi vrací do výchozího bodu u místního nádraží.

## Turistické zajímavosti na trase
- Kostel Nanebevzetí Panny Marie v Šanově
- Skiareál Šanov
- Rozhledna Křížová hora
- Javor mléč v Červené Vodě
- Kostel svatého Matouše v Červené Vodě